# إريكسون نوكتشيبينتو
إريكسون نوكتشيبينتو (باليابانية: ノグチピント・エリキソン) (27 يناير 1981 في ريو دي جانيرو في البرازيل – )؛ هو لاعب كرة قدم سابق كان يلعب كحارس مرمى.

## وصلات خارجية
- إريكسون نوكتشيبينتو على موقع رابطة كرة القدم اليابانية للمحترفين (اليابانية)
- إريكسون نوكتشيبينتو على موقع قاعدة بيانات كرة القدم.إي يو (الإنجليزية)
- إريكسون نوكتشيبينتو على موقع Soccerway.com (الإنجليزية)
- إريكسون نوكتشيبينتو على موقع عالم كرة القدم.نت (الإنجليزية)